# Dicliptera unguiculata
Dicliptera unguiculata är en akantusväxtart som beskrevs av Christian Gottfried Daniel Nees von Esenbeck och George Bentham. Dicliptera unguiculata ingår i släktet Dicliptera och familjen akantusväxter. Inga underarter finns listade i Catalogue of Life.